# Larrys Mabiala
Larrys Mabiala (n. 8 octombrie 1987, Montfermeil, Franța) este un fotbalist congolez aflat sub contract cu Portland Timbers din MLS.